# Harry Davis
Harry Davis, död 1919, var en brittisk psalmförfattare och en av de första soldaterna i Frälsningsarmén i Whitechapel i London. Sångförfattaren har publicerat 225 sånger, varav två finns i Frälsningsarméns sångbok 1990.

## Sånger
- Jesus dyre Jesus
- Se, en källa där flödar så fri